# Clase Admiralen
Los destructores clase Admiralen fueron un grupo de ocho destructores construidos para la Armada Real de los Países Bajos entre 1926 y 1931. Los buques combatieron durante la Segunda Guerra Mundial. Se les nombró en honor a importantes almirantes neerlandeses.

## Historia
Durante la década de 1920, la Armada Real de los Países Bajos evaluó varios diseños para reemplazar a los ya obsoletos destructores clase Roofdier, decantándose por el diseño del HMS Ambuscade, que incluía modificaciones sobre la base de lo aprendido durante la Primera Guerra Mundial. Se hicieron varias modificaciones para adecuarlos al servicio en las Indias Orientales Neerlandesas, agregándose un hidroavión, y su sistema de control de tiro era considerado mejor que el de sus contrapartes británicas. El famoso astillero británico Yarrow &Co. de Glasgow se encargó de tales modificaciones.
Se construyeron ocho unidades: HNLMS Van Ghent, HNLMS Evertsen, HNLMS Kortenaer, HNLMS Piet Hein, HNLMS Van Galen, HNLMS Witte de With, HNLMS Banckert y HNLMS Van Nes, todas ellas nombradas en honor a importantes almirantes holandeses. Su construcción corrió a cargo de los astilleros KM de Schelde, Bergerhout y Fijenoord. La primera unidad, HNLMS Van Ghent, fue botada el 31 de mayo de 1928, mientras que la última, HNLMS Van Nes, fue botada el 12 de marzo de 1931.

## Servicio

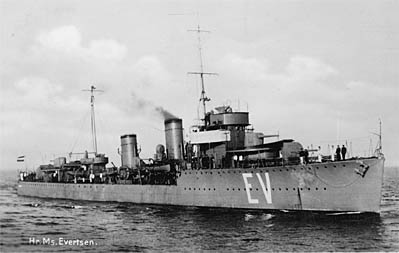
Destructor HNLMS Evertsen (EV) en el mar (1926-1942)

Apenas entraron en servicio, los buques fueron enviados a las Indias Orientales Neerlandesas. Al estallar la Segunda Guerra Mundial, los buques combatieron contra la Armada Imperial Japonesa. De ellos, sin embargo, HNLMS Van Galen recibió órdenes de regresar a los Países Bajos, para combatir a las fuerzas invasoras alemanas. Al arribar a Róterdam, fue interceptado y atacado por bombarderos de la Luftwaffe, hundiéndose en Merwehaven. Sus hermanos prestaron servicio como parte de las fuerzas del ABDACOM (American-British-Dutch-Australian Command, o Comando Estadounidense-Británico-Neerlandés-Australiano).
Durante la Segunda Guerra Mundial, estos buques ya necesitaban ser modernizados. Su armamento se volvía rápidamente obsoleto, con un sistema de lucha antisubmarina mínimo. Durante 1942, Van Ghent y Witte de With fueron modificados, removiéndose los mástiles de popa e instalándoseles equipos ASDIC. Sin embargo, su configuración difería poco de la original en el momento de su hundimiento.
Los buques que combatieron en el Lejano Oriente fueron hundidos por las fuerzas japonesas durante las batallas del Mar de Java, del Estrecho de Badung y de Surabaya. El último sobreviviente de la clase, el HNLMS Banckert, hundido y reflotado por los japoneses para usarlo como patrullero, fue devuelto a la Armada Real de los Países Bajos, siendo hundido como blanco de tiro en septiembre de 1949.

## Unidades
Primer Grupo
| Nombre                         | Astillero     | Botadura                | Entrada en servicio     | Destino |
| ------------------------------ | ------------- | ----------------------- | ----------------------- | --- |
| HNLMS Van Ghent (ex-De Ruyter) | KM de Schelde | 13 de octubre de 1926   | 31 de mayo de 1928      | Sirvió en las Indias Orientales Neerlandesas como parte la flota del almirante Karel Doorman. Encallado y destruido el 15 de febrero de 1942. |
| HNLMS Evertsen                 | Bergerhout    | 29 de diciembre de 1926 | 31 de mayo de 1928      | Sirvió en el Lejano Oriente. Atacado por los destructores japoneses Murakumo y Shirakumo y encallado en el arrecife de Seboekoe Besar el 1 de marzo de 1942. Nueve tripulantes murieron en la acción y otros fueron capturados y convertidos en prisioneros de guerra. |
| HNLMS Kortenaer                | Bergerhout    | 30 de junio de 1927     | 3 de septiembre de 1928 | Hundido por el crucero japonés Haguro durante la batalla del Mar de Java el 27 de febrero de 1942. |
| HNLMS Piet Hein                | Bergerhout    | 2 de abril de 1927      | 25 de enero de 1928     | Hundido por destructores japoneses durante la batalla del Estrecho de Badung el 19 de febrero de 1942. |

Segundo Grupo
| Nombre              | Astillero  | Botadura                 | Entrada en servicio     | Destino |
| ------------------- | ---------- | ------------------------ | ----------------------- | --- |
| HNLMS Van Galen     | Fijenoord  | 28 de junio de 1928      | 22 de octubre de 1929   | Permaneció en servicio en las Indias Orientales Neerlandesas hasta 1939, cuando se le ordenó regresar a los Países Bajos para combatir a las fuerzas alemanas en Róterdam. Atacado por bombarderos de la Luftwaffe y hundido el 10 de mayo de 1940. El pecio fue rescatado y desguazado por los alemanes. |
| HNLMS Witte de With | Fijenoord  | 12 de septiembre de 1928 | 20 de febrero de 1930   | Participó en la batalla del Mar de Java. Escoltado por el crucero británico HMS Exeter (68) a Surabaya después de ser dañado y atacado por los japoneses nuevamente el 1° de marzo de 1942. Hundido al día siguiente, sin bajas.                                                                          |
| HMNLS Banckert      | Bergerhout | 14 de noviembre de 1929  | 14 de noviembre de 1930 | Dañado por bombarderos japoneses y hundido en Surabaya. Reflotado por los japoneses, pero no reparado y devuelto a la Armada Real de los Países Bajos después de la guerra. Hundido como blanco de tiro en el Estrecho de Madura en septiembre de 1949.                                                   |
| HNLMS Van Nes       | Bergerhout | 20 de marzo de 1930      | 12 de marzo de 1931     | Hundido por aviones japoneses el 17 de febrero de 1942, mientras escoltaba al buque de pasajeros Sloet van de Beele, el cual transportaba un destacamento de tropas desde Billiton con destino a Batavia. Ambos barcos fueron hundidos.                                                                   |